# Ferrara Duo
Das Ferrara Duo ist ein Duo für Fagott und Gitarre aus Mannheim, bestehend aus Annina Holland-Moritz und Stefan Conradi. Das Duo interpretiert Originalwerke und Bearbeitungen aus Barock, Klassik, Romantik bis hin zur Moderne.
Der Name Ferrara Duo bezieht sich auf Kanonikus Afranio zu Ferrara, der 1439 in der italienischen Stadt Ferrara das Phagotum, das damals irrtümlich als Vorläuferinstrument des Fagotts bezeichnet wurde, erfunden hat. Das Ferrara Duo konzertiert im In- und Ausland, hat seine erste CD 2015 veröffentlicht und arbeitet auch als Herausgeber diverser Notenausgaben für die Besetzung Fagott und Gitarre. Bisher sind Notenausgaben von Georg Philipp Telemann, Carl Maria von Weber, Scott Joplin und Claude Debussy erschienen.

## Mitglieder
Annina Holland-Moritz, 1967 in Mannheim geboren, besuchte den musischen Zweig des Mollgymnasiums Mannheim und schloss diesen dann mit Musikleistungskurs im Abitur ab. Ab dem siebten Lebensjahr erhielt sie Klavierunterricht. Das Fagottspiel begann sie mit elf Jahren bei Emil Schmitt (Nationaltheater Mannheim). Am Dr. Hoch’s Konservatorium in Frankfurt am Main studierte sie das Fach Fagott bei Klaus Grimm (Staatstheater Mainz) und erhielt den Abschluss als staatliche geprüfte Musiklehrerin. Annina Holland-Moritz unterrichtet an verschiedenen Musikschulen Fagott und spielt in diversen Orchestern. Sie hat zusätzlich an der SRH-Hochschule Heidelberg ein Studium in Musiktherapie abgeschlossen und ihre Masterthesis über „Posttraumatische Belastungsstörungen bei Polizisten“ veröffentlicht.
Stefan Conradi, 1960 in Istanbul geboren, erhielt seinen ersten Gitarrenunterricht bei Fritz Mühlhölzer in Freiburg und war 1981 Preisträger beim Wettbewerb „Jugend musiziert“. Er hat sein Studium an der Hochschule für Musik Karlsruhe im Sommer 1987 bei Wilhelm Bruck abgeschlossen. Nach einem weiterführenden Studium an der Hochschule für Musik und darstellende Kunst Wien arbeitet Stefan Conradi seit vielen Jahren bei der Edition Peters und ist dort für die zeitgenössische Musik zuständig. Er spielt in verschiedenen Ensembles und Orchestern als Gitarrist und Kontrabassist.

## Veröffentlichungen

### Alben
- 2015: „Ferrara Duo“ bei Bella Musica[1]

### Notenausgaben
- 2016: Notenausgabe Carl Maria von Weber, Andante e Rondo Ungarese für Fagott (Violoncello und Gitarre) bei der Edition Kunzelmann
- 2017: Notenausgabe Georg Philipp Telemann, Sonate e-Moll TWV 41: e 5 für Fagott (Violoncello) und Gitarre bei der Edition Kunzelmann
- 2017: Notenausgabe 3 Ragtimes mit Kompositionen von Scott Joplin und Claude Debussy für Fagott (Violoncello) und Gitarre bei der Edition Kunzelmann